# John Haslam (médecin)
Pour les articles homonymes, voir John Haslam.
John Haslam, né en 1764 à Londres et mort le 20 juillet 1844 dans la même ville, est un apothicaire, médecin et auteur anglais, connu pour ses travaux sur les maladies mentales.

## Biographie
John Haslam naît en 1764 à Londres. Il suit des études de médecine à l'hôpital United Borough Hospitals et à Édimbourg, où il suit des cours de médecine en 1785 et 1786. Après avoir exercé pendant de nombreuses années comme apothicaire au Bethlem Hospital de Londres, acquérant ainsi une connaissance pratique des maladies du cerveau, il est nommé docteur en médecine par l'université d'Aberdeen le 17 septembre 1816 et s'établit comme médecin à Londres. Afin de se conformer aux règlements du Collège des médecins de Londres, il s'inscrit au Pembroke College de Cambridge, où il suit quelques semestres, mais n'obtient pas de diplôme. Il est admis comme licencié du Collège des médecins le 12 avril 1824. John Haslam se distingue longtemps dans la pratique privée par son traitement judicieux des aliénés, tandis que ses publications scientifiques et ses contributions à la littérature générale dans les périodiques lui valent une grande renommée. Il meurt le 20 juillet 1844 au 56 Lamb's Conduit Street, à Londres, à l'âge de 80 ans.

## Publications
- (en) Observations on Insanity : with Practical Remarks on the Disease and an Account of the Morbid Appearances on Dissection, 1798 (lire en ligne)
  - La deuxième édition s'intitulait Observations on Madness and Melancholy, 1809.
- (en) Illustrations of Madness, with a Description of the Tortures experienced by Bomb-bursting, Lobster-cracking, and Lengthening the Brain, 1810.
- (en) Observations of the Physician [Dr. Thomas Monro] and Apothecary of Bethlem Hospital upon the Evidence before the House of Commons on Madhouses, 1816 ; Haslam's observations are on pp. 37–55.
- (en) Considerations on the Moral Management of Insane Persons, 1817.
- (en) Medical Jurisprudence as it relates to Insanity, 1817.
- (en) A Letter to the Governors of Bethlehem Hospital, containing an Account of their Management for the last Twenty Years, 1818.
- (en) Sound Mind, or Contributions to the History and Physiology of the Human Intellect, 1819.
- (en) A Letter to the Lord Chancellor on Unsoundness of Mind and Imbecility of Intellect, 1823.
- (en) On the Nature of Thought and its Connexion with a Perspicuous Sentence, 1835.